# Ljubow Hakkebusch

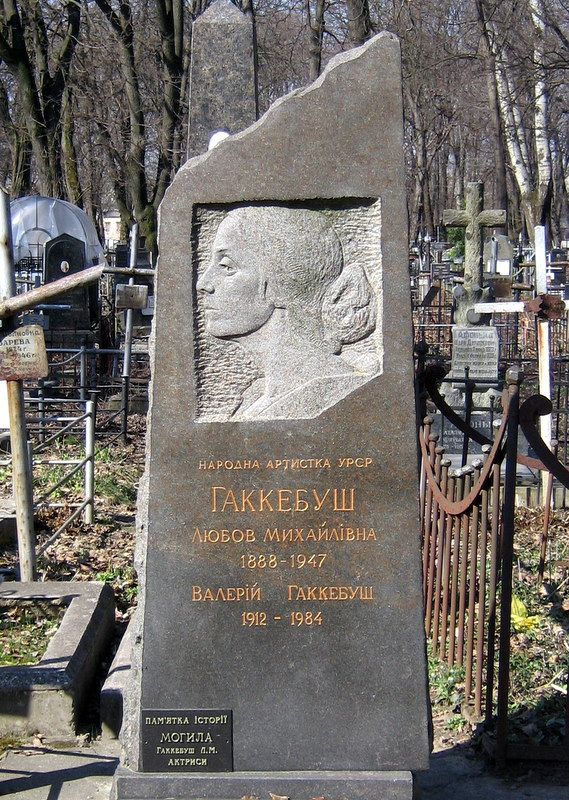
Grabstein auf dem Lukjaniwska-Friedhof in Kiew

Ljubow Mychajliwna Hakkebusch (ukrainisch Любов Михайлівна Гаккебуш; * 14. September 1888 in Nemyriw, Russisches Kaiserreich; † 28. Mai 1947 in Kiew, Ukraine) war eine ukrainische Theaterschauspielerin, Lehrerin und Übersetzerin.

## Leben und Werk

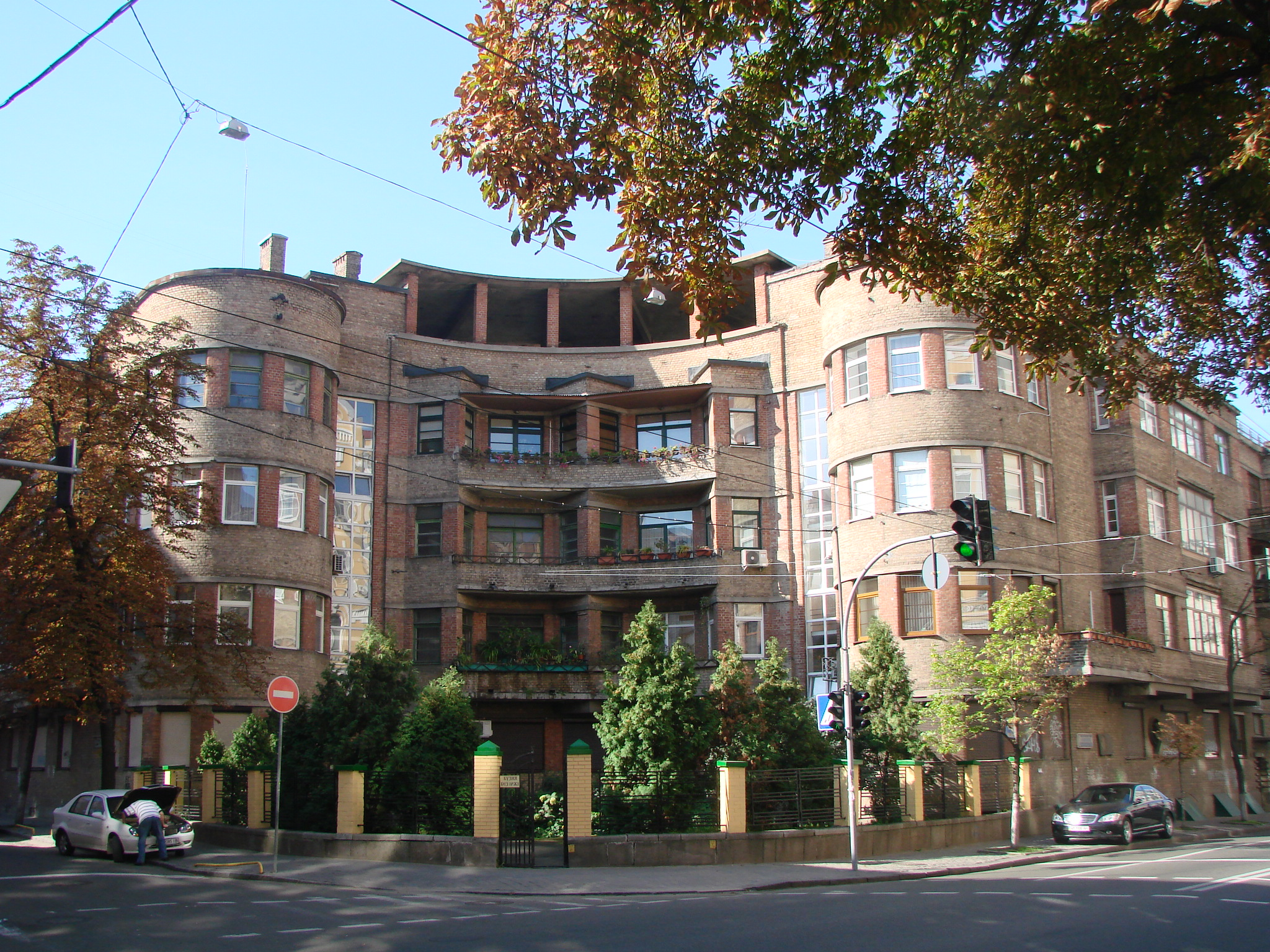
Welyka-Schytomyrska-Straße 17 in Kiew. Hier wohnte die Schauspielerin in den letzten Lebensjahren in der Wohnung Nr. 20 im ersten Stock

Hakkebusch studierte am Moskauer Kammertheater und trat in Amateurproduktionen des ukrainischen Clubs Kobzar in Moskau auf. 1918 trat sie erstmals auf der ukrainischen Bühne am Staatlichen Volkstheater in Kiew auf. Von 1918 bis 1926 arbeitete sie in Kiew am Staatlichen Dramatheater, am Ersten Schewtschenko-Theater der Ukrainischen Sowjetrepublik und unter der Leitung des ukrainischen Regisseurs Les Kurbas am Kiewer Tourneetheater Kyidramte und dem Berezil Theater.
1926 zog sie zusammen mit ihrem Ehemann Wassyl Wassylko nach Odessa. Anschließend arbeitete sie von 1926 bis 1928 und von 1939 bis 1941 an den ukrainischen Schauspielhäusern von Odessa, von 1928 bis 1933 am Ukrainischen Dramatheater in Charkiw, von 1933 bis 1939 am Ukrainisches Musik- und Schauspieltheater.
Sie unterrichtete auch Schauspiel an den Theatern und den Musik- und Theaterinstituten, von 1922 bis 1926 am Kiewer Lysenko-Musik- und Theaterinstitut, von 1926 bis 1928 in Odessa, von 1929 bis 1933 in Charkiw, von 1933 bis 1939 in Donezk sowie von 1944 bis 1947 am Kiewer Institut für Theaterkunst.
Sie spielte in über 80 Haupt- und Nebenrollen in Stücken von unter anderen H. Ibsen, Carlo Goldoni, Molière und William Shakespeare. Bekannt wurden ihre Interpretationen von Lady Macbeth in William Shakespeares Macbeth.
Während des Zweiten Weltkrieges schloss sie sich von 1941 bis 1944 der Evakuierungstruppe des Ukrainischen Schewtschenko-Theaters in Charkow an.
Nach 1944 lebte sie in Kiew und verfasste 32 Übersetzungen von Theaterstücken aus dem Russischen und Französischen, dabei insbesondere Übersetzungen ins Ukrainische von Molière, Maxim Gorki, Konstantin Trenjow, Alexander Afinogenow und Romaschow.
Nach Kriegsende beherbergte sie in ihrer Wohnung in der Welyka-Schytomyrska-Straße 17 den Künstler Iwan Kawaleridse, da er von den Behörden aus seiner Dienstwohnung verwiesen worden war.
Sie ist die Schwester des Psychiaters Walentyn Hakkebusch und des Publizisten Mychajlo Hakkebusch und die Mutter des Regisseurs und Theaterkritikers Waleri Hakkebusch.
Hakkebush starb 1947 im Alter von 58 Jahren in Kiew und wurde auf dem Lukjaniwska-Friedhof beigesetzt.

## Auszeichnungen

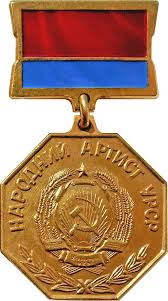
Volkskünstler der Ukrainischen SSR

- 1943 erhielt sie den Ehrentitel Volkskünstler der Ukrainischen SSR